# Symfonie nr. 7 (Simpson)
Robert Simpson componeerde zijn symfonie nr. 7 in 1977; hetzelfde jaar waarin hij zijn 6e componeerde. Voor deze symfonie is geen opdracht uitgeschreven. Simpson werd gevraagd een symfonie te schrijven die samen met zijn 2e op de plaat kon worden gezet. De symfonie is daarom geschreven voor bijna eenzelfde bezetting (wel meer strijkers) als de 2e. De plaatopname werd uiteindelijk afgelast. De première bleef daarom lang uit. Pas op 30 oktober 1984 vond die plaats door het Royal Liverpool Orchestra onder leiding van Brian Wright. Zijn 8e symfonie werd dus eerder uitgevoerd dan deze symfonie.   
Ook deze compositie (net als symfonie nr. 6) bestaat uit één lang deel, dat nu in drie delen uiteenvalt; de delen worden zonder tussenpauze gespeeld:
1. Sostenuto, marcato;
2. Adagio;
3. Allegro.

De symfonie van ongeveer een half uur is in diverse toonaarden geschreven. Het lijtk erop dat de toonaard C-groot de overhand krijgt, maar er wordt steeds uitgeweken naar Cis-groot en D-groot. Dit geeft frictie; de symfonie zit vol met dissonanten. Uiteindelijk eindigt de symfonie in Cis-groot. De symfonie eindigt neutraal, niet opti- of pessimistisch; net als in het echte leven, dat beïnvloed wordt door positieve en negatieve krachten. Een lang aangehouden akkoord in de strijkerssectie besluit het werk.